# Rivière Stewart Est
Pour les articles homonymes, voir Stewart.
La rivière Stewart coule dans la municipalité de Carleton-sur-Mer, dans la municipalité régionale de comté (MRC) d'Avignon, dans la région administrative de la Gaspésie-Îles-de-la-Madeleine, au Québec, au Canada.
La "rivière Stewart Est" est un affluent de la rive Est de la rivière Stewart laquelle coule vers le Sud jusqu'à la rive Nord de la baie Tracadigache, intégrée à la rive Nord de la Baie-des-Chaleurs, dans la municipalité de Carleton-sur-Mer, du côté Est du village de Saint-Omer. La Baie-des-Chaleurs s'ouvre vers l'Est sur le Golfe du Saint-Laurent.

## Géographie
Les principaux bassins versants voisins de la "rivière Stewart Est" sont :
- côté Nord : rivière Stewart,
- côté Est : ruisseau de l'Éperlan, ruisseau Glenburnic, rivière Verte (Maria),
- côté Sud : Baie-des-Chaleurs,
- côté Ouest : rivière Stewart.

La rivière Stewart prend sa source de ruisseaux de montagnes en milieu forestier dans le territoire de Carleton-sur-Mer. Son cours vers le Sud-Ouest passe au sud de la Montagne à Dugas et au Nord du "Buttereau des Pins Rouges" et de la Montagne des Bujold. Son cours coule dans une étroite vallée, encavée entre les montagnes. La source de la rivière est située à :
- 3,7 km à l'Ouest de la limite Ouest de la municipalité de Maria ;
- 6,3 km au Nord-Est de la confluence de la "rivière Stewart Est" ;
- 9,8 km au Nord de la confluence de la rivière Stewart.

À partir de sa source, la rivière Stewart coule sur 10,0 km, répartis selon les segments suivants :
- 2,2 km vers le Sud, jusqu'à un ruisseau de la Coulée des Cèdres(venant du Nord-Est) ;
- 1,3 km vers le Sud-Ouest, au fond de la Coulée des Cèdres, jusqu'à un ruisseau de la Coulée Verte (venant de l'Est) ;
- 0,7 km vers l'Ouest, jusqu'à la Coulée à Pierre-Landry (venant du Nord) ;
- 1,8 km vers le Sud-Ouest, en recueillant trois coulées (venant du Nord), soient la Coulée Noire, la Coulée à William et la Coulée à Morrison, jusqu'à la Coulée à Clovis-Leclerc (venant de l'Est) ;
- 0,7 km vers le Sud-Est, jusqu'à la Coulée à Cochons (venant du Sud) ;
- 0,4 km vers le Nord-Ouest, jusqu'à la Coulée à Théodore Landry (venant du Nord) ;
- 0,6 km vers le Sud-Ouest, jusqu'à la Coulée à Dominique (venant du Nord) ;
- 1,3 km vers le Sud-Ouest, jusqu'à la Coulée à Mathurin (venant du Sud-Est) ;
- 1,0 km vers le Sud-Ouest jusqu'à la confluence de la rivière[1].

La "rivière Stewart Est" se déverse sur la rive Est de la rivière Stewart, à 4,3 km en amont de la rive Nord de la Baie-des-Chaleurs. 
Cette confluence est située à :
- 3,5 km au Nord-Est du centre du village de Saint-Omer lequel est situé en face du "refuge d'oiseaux de Saint-Omer", sur la rive Nord de la Baie-des-Chaleurs ;
- 1,6 km à l'Ouest du sommet de la Montagne des Bujold.

## Toponymie
Le toponyme "rivière Stewart" a été officialisé le 5 décembre 1968 à la Commission de toponymie du Québec.